# Anders Fæster
Anders Fæster (født 6. februar 2001) er en dansk fodboldspiller, der spiller for VSK.

## Klubkarriere
Fæster startede sin karriere i Vejlby Idræts Klub (VIK) og har sidenhen også spillet for VSK Aarhus, inden han som U/13-spiller skiftede til AGF.

### AGF
Han blev en "bærende spiller på U15-holdet" i 2015-16-sæsonen, hvilket også bevirkede, at han spillede fem kampe og scorede et enkelt mål for AGF U/17-hold i foråret 2016. U/15-holdet blev i denne sæson nummer fire efter AaB, Randers Freja og FC Midtjylland. Den 15. juni 2016 blev det offentliggjort, at Fæster havde skrevet under på en ungdomskontrakt med AGF, således parterne havde papir på hinanden frem til sommeren 2018.
Han scorede seks mål og lavede en assist i sin første sæson i U/17 Ligaen i 2016-17-sæsonen. Det var med til at sikre førstepladsen i rækken med 60 point. Succesen blev gentaget i Fæsters anden sæson som U/17-spiller i U/17 Ligaen 2017-18. Han blev nummer tre på topscorerlisten med 18 scorede mål i 26 kampe, kun overgået af Mikkel Kaufmann fra AaB og Muamer Brajanac fra Brøndby IF, hvilket var med at gøre AGF til rækkens bedste hold igen.
Fæsters kontrakt med AGF udløb i slutningen af juni 2018, og han var i juni også til prøvetræning i  FC Groningen. Han blev herefter af blandt andet Århus Stiftstidende den 10. juli rygtet til at skrive under på en kontrakt med klubben. Først den 7. august 2018 blev det den officielt, at Fæster skiftede til FC Groningen. Han havde skrevet under på en toårig kontrakt med option på yderligere et år, hvor han i første omgang skulle optræde på klubbens U/19-hold.

## Landsholdskarriere
Han blev udtaget til DBU's Talent Vest U/15 i Tilst i starten af februar 2016 med i alt 31 deltagende spillere, som var 2001-årgangens første talentcentertræning med henblik på udtagelse af truppen af U/16-landsholdet. Han var også med til DBU's U/15-talenttræf i Vildbjerg i slutningen af juni samme år. Han har dog endnu ikke fået sin debut i landsholdsregi.